# Luxori Hermetikus Testvériség

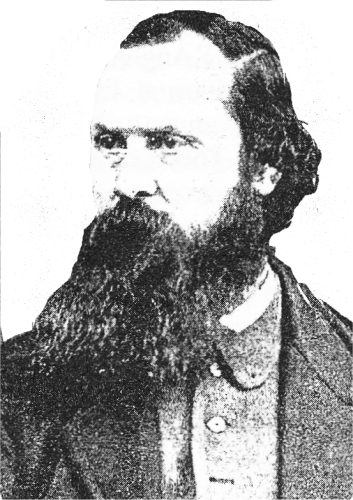
Peter Davidson arcképe

A Luxori Hermetikus Testvériség (röviden: LHT, angolul: Hermetic Brotherhood of Luxor, röviden: H.B. of L. vagy HBoL) egy a XIX. század utolsó évtizedeiben tevékenykedő, az alkalmazott okkultizmus köré szerveződő beavató rend volt.

## Kezdetek
Habár a rend saját archívuma szerint már 1870-ben megkezdte működését, az LHT legelőször 1884 második felében lépett a nyilvánosság elé egy diszkrét hirdetés útján, mely a "The Divine Pymander of Hermes Mercurius Trismegistus" egyik kiadásában jelent meg. Arra kérték az érdeklődőket, hogy egy Theon nevű egyénnel vegyék fel a kapcsolatot és fényképet, születési horoszkópot (vagy az ahhoz szükséges adatokat) küldjék meg. A kapcsolattartás a szervezettel egy mentoron keresztül valósult meg, aki a rend tantételeit, okkult praktikáit leíró kéziratokat küldött a neofita (újonc) számára. Ilyen mentor volt kezdetben Angliában William Alexander Ayton, míg Franciaországban Albert Faucheux (írói álnevén: F.-Ch. Barlet). "Észak Tartományi Nagymestere" 1886 közepéig Peter Davidson (később az Egyesült Államokba költözött és a "Keleti Szekció Elnöke" lett), "Dél Tartományi Nagymestere" W. A. Ayton volt. A rend titoknoka Thomas Henry Burgoyne (álnevén: Zanoni, eredeti nevén: Thomas Henry Dalton) volt.

## Eredetmítosz
Az LHT eredetmítosza – vezetői szerint – visszavezet az i.e. 2400-as évekig, de valójában azzal a "Luxori Testvériséggel" igyekeztek magukat összefüggésbe hozni, mely szervezet az LHT legnagyobb riválisának, a Teozófiai Társulatnak (T.T.) a megalapítását is ihlette. Ennek valóságalapja azonban máig nem tisztázott. Az inkább filozofikus és keleti orientációjú T.T.-tal egy idő után riválisként tekintettek egymásra, különösen, amikor az amerikai teozófusok jó része, vezetőikkel együtt 1886-ban csatlakoztak az LHT-hoz. Az LHT sikere annak is köszönhető volt, hogy Davidson az LHT nyilvánosság elé lépéséig szintén tagja volt a T.T.-nak.

## Max Theon, a titokzatos alapító

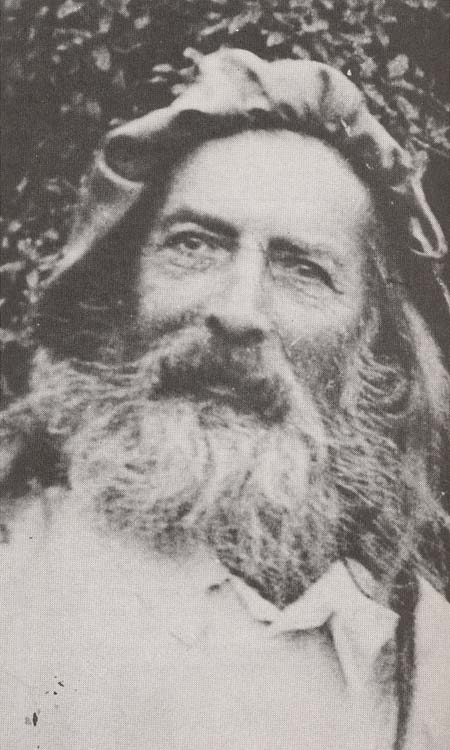
Max Theon arcképe

Az alapító beavatott személyét már saját korában is homály és titokzatosság fedte. Legvalószínűbb a lengyel haszid zsidó származás, melyhez tartozó polgári név: Louis Maximillian Bimstein. A Theon álnév (mely eleinte inkább Theosi volt) és a titkolózás logikus velejárója lehetett egy korabeli, cári vagy osztrák elnyomás alól menekülő lengyel esetében. A Kabbalával kapcsolatos – írásaiból leszűrhető – tudását még Lengyelországban szerezhette és talán beavatást is kapott. Saját kutatásokat végzett a "magnetizmus" területén, melyre "pathétisme" néven utalt. Fontosnak tartotta az aktív férfi és a passzív nő együttműködését meditációs gyakorlataiban, mert hitte, hogy csak így biztosítható a spirituális látomás kritikai ellenőrzés alatt tartása. Mindezt gyakorolta is feleségével Mme Theonnal (szül. Mary Ware). Az így nyert ezoterikus felismeréseket Philosophie Cosmique néven foglalta össze.
Theon a "Külső Kör Nagymestere" volt, ugyanakkor "szinte egyáltalán nem vállalt szerepet a rend mindennapi irányításában". Egyesek szerint Burgoyne kiképzése után gyakorlatilag eltűnt (a valóságban Franciaországba, majd Algériába költözött). Davidson és Burgoyne Theon Nagymester nevében, teljesen szabad belátásuk szerint tevékenykedtek. Ayton kiábrándulása is ehhez a titkolózáshoz és megismerhetetlenséghez kapcsolódott és ő arra a keserű következtetésre jutott, hogy Theon valójában csak egy szerencsevadász lehetett.

## Tanítások
Az LHT tanításai jelentős mértékben támaszkodtak Paschal Beverly Randolph szexuálmágikus elméleteire és az általuk hangoztatottakkal ellentétben sokkal hétköznapibb forrásokon alapultak. René Guénon szerint egyenesen a Randolph által 1870-ben alapított "Euliszi Testvériség" az LHT előfutára. Randolph személyét ugyanakkor nem tartották túl sokra az LHT-ban, "félig beavatottnak" nevezték és fekete mágia gyakorlásával hozták összefüggésbe, melytől óvták neofitáikat.
Theonnak magának csak igen kevés oktatási anyag tulajdonítható, azok nagy része – a később egymással összekülönbözött – Davidson és Burgoyne közös munkája. Randolphon túl Agrippától, a Comte de Gabalis-ból, a Corpus Hermeticumból és az ellenségeskedés ellenére a teozófiától merítettek írásműveikben, melyből gondosan kihagyták a keleti hagyományokra, illetve a buddhizmusra utaló kijelentéseket.
"Az LHT által tanított alkalmazott mágia célja az egyén képességeinek oly módon történő kifejlesztése volt, hogy az közvetlen kapcsolatba tudjon lépni a Belső Körrel, illetve a többi, megtestesült és testetlen entitással, melyek az LHT hite szerint benépesítették a világegyetemet."

## Hanyatlás és örökség

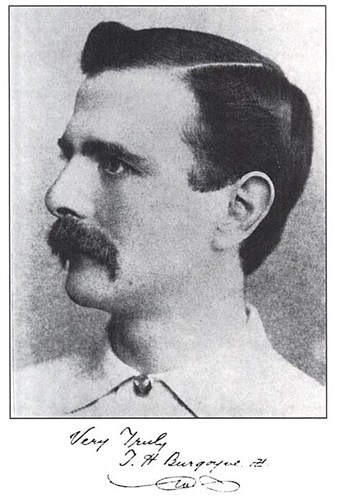
Thomas H. Burgoyne arcképe

Thomas Henry Burgoyne még 1882-ben elkövetett egy piti – pénzszerzési célú – hirdetési csalást, melynek következményeként 1883-ban hét hónapot ült börtönben. Burgoyne és Davidson az Amerikai Egyesült Államokba "menekült", ahol nemsokára ők ketten is összekülönböztek. Burgoyne végül "The Light of Egypt" néven kiadott korábban titkos belső LHT dokumentumokat, melyekből világossá vált, hogy azok "nagyrészt korábbi okkultisták műveinek összeollózásai erős teozófiaellenes felhanggal".
Miután Burgoyne priusza 1886-ban – a kiábrándult Ayton és a T.T. közreműködésével – kiszivárgott, az LHT szinte azonnal elvesztette angliai tagságát, majd fokozatosan széthullott az egész szervezet. Némelyek a T.T. Ezoterikus Szekciójában találtak, ugyan sokkal intellektuálisabb, de legalább némi gyakorlatias jellegű praktikákat, másokat viszont az Arany Hajnal Hermetikus Rendje lenyűgöző mágikus ceremóniái vonzottak. Feltételezhető az is, hogy Franciaországban a "Mouvement Cosmique" jelentette egyfajta továbbélését az LHT eszmerendszerének.
A Fény Egyháza(en) amerikai kisegyház állítása szerint alapítójuk, Elbert Benjamine (ismert még, mint C. C. Zain) 1909-ben meghívást kapott Denverbe az LHT megmaradt vezetőitől, hogy első körben helyettesítse a szervezet elhunyt hivatalos asztrológusát, majd ezek után felkérték arra is, hogy rendszerezze az LHT tanításait, mely az átlagember számára is befogadható új szervezet alapja lehet. Mintegy öt év előkészület és tanulmányok után lépett színre Benjamine, majd 1918. november 1-jével megalakult a "Brotherhood of Light" ("Fény Testvérisége"), mely megalakulásában több korábbi LHT-tag is részt vett. Ezt szervezték át 1932-ben a "Church of Light" ("Fény Egyháza") kisegyházzá. Elbert Benjamin újra kiadta Thomas H. Burgoyne "The Light of Egypt" című művét, melyből később is rendszeresen idézett, hivatkozott rá, mint a tanításai alapjaira.
Ismert okkultisták, akikre valamilyen formában hatott az LHT:
- René Guénon, valószínűleg csak másodkézből, de jelentékeny információkkal rendelkezett a rendről
- Gérard Encausse (Papus), tag volt, Davidsont tartotta egyik mesterének
- Aleister Crowley, inspiratív hatás szexuálmágiáját illetően
- Reuben Swinburne Clymer, inspiratív hatás Randolphon keresztül
- Freeman B. Dowd, tag volt, majd eltávolodott a szexualitás hangsúlyozásától
- Sylvester Clark Gould, tag volt

## Lásd még
- Mágia
- Okkultizmus
- Spiritualizmus (hit)
- Szexualitás
- Fény Hermetikus Testvérisége

## Fordítás
- Ez a szócikk részben vagy egészben  a   Hermetic Brotherhood of Luxor című angol Wikipédia-szócikk fordításán alapul.  Az eredeti cikk szerkesztőit annak laptörténete sorolja fel. Ez a jelzés csupán a megfogalmazás eredetét és a szerzői jogokat jelzi, nem szolgál a cikkben szereplő információk forrásmegjelöléseként.